# Igreja Presbiteriana de Aotearoa Nova Zelândia
A Igreja Presbiteriana de Aotearoa Nova Zelândia - IPANZ (em inglês Presbyterian Church of Aotearoa New Zealand) é a maior  denominação presbiteriana e reformada na Nova Zelândia. Foi formada em 1901 pela união de sínodos anteriormente formados na Ilha Norte e Ilha Sul. 

## História
Os primeiros presbiterianos no país foram colonos vindos da Escócia, Irlanda, Inglaterra e Austrália, que chegaram a partir de 1840. As cidades de Dunedin (fundado em 1848) e Waipu (fundado em 1853) eram estabelecimentos por colonos presbiterianos.
John McFarlane, foi o primeiro ministro presbiteriano no país, cujo trabalho resultou na Igreja de St. Andrew, mas voltou a Escócia em 1844 por motivos de saúde. Mas um número significativo de presbiterianos se instalou em outras partes do país, incluindo Christchurch , Port Nicholson (Wellington) e Auckland.
Os primeiros ministros vieram com os primeiros colonos europeus para Wellington, Otago e Waipu, mas as congregações nascentes chamaram ministros da Escócia. Além disso, missões direcionadas aos nativos maoris, sobretudo na Ilha do Norte, levaram ao estabelecimento do Sínodo Maori, agora conhecido como Te Aka Puaho.

### Divisão da Igreja da Escócia
Em 1843, um grupo de membros deixou a Igreja da Escócia para formar a Igreja Livre da Escócia, por se oporem a nomeação de ministros pelo Estado em vez da própria congregação. A partir disso, a maior parte dos colonos presbiterianos na Nova Zelândia aderia ao movimento livre e não mais a Igreja da Escócia.

### A união dos sínodos
Em 1862, o Presbiterio de Auckland recebeu apoio da Igreja Presbiteriana na Irlanda e também pediu apoio da Igreja Presbiteriana Unida da Escócia. Neste ano aconteceu a primeira assembleia nacional tentando unir todos os presbitérios em uma igreja nacional, mas os presbitérios de Otago e Southland não se uniram aos demais. Os sulistas temiam que eles perdessem suas doações e identidade em uma igreja nacional e formassem seu próprio Sínodo (conselho) em 1866.
Uma segunda tentativa de união sucedeu depois que as partes concordaram que o sínodo do sul poderia permanecer parte da nova estrutura da igreja e manter suas doações.
Assim, a Igreja Presbiteriana da Nova Zelândia foi formada em 31 de outubro de 1901, pela união do Sínodo de Otago e Southland ao restante da igreja. Posteriormente, em 1969, a maioria das igrejas congregacionais se juntou à Igreja Presbiteriana da Nova Zelândia, concentrando ainda mais os reformados no país na IPANZ.

### Crescimento  e declínio
Em 1906, 23% dos neozelandeses (203.600) se identificavam como presbiterianos. Um quarto deles frequentava a igreja, mais do que o número de anglicanos que o faziam. A igreja era mais forte nas áreas rurais, particularmente no centro de colonização escocês de Southland e Otago, onde cerca de 50% da população se identificava como presbiteriana. Os membros femininos superaram em número os membros do sexo masculino, mas foram excluídos do governo da igreja.
A participação da Igreja atingiu o pico no início da década de 1960. Neste ano, a adesão à Igreja Presbiteriana foi de 85 mil pessoas, com mais de meio milhão de pessoas sob a pastoral da Igreja. Em 1988, a Igreja sofreu um declínio de 24% na adesão e um declínio de 54% no comparecimento da igreja. Este declínio continuou nos anos seguintes.
A partir de 1980, imigrantes das ilhas do Oceano Pacífico e Ásia juntaram-se a igreja, desacelerando o declínio da igreja. Mesmo assim, em 2008, a participação da igreja caiu para 29.300. Por esta altura, o igreja também estava envelhecendo, com uma proporção muito maior de membros mais velhos; quase 50% das paróquias não tinham programas para jovens.

### Movimento Carismático
O movimento de renovação carismático do final da década de 1960 e início da década de 1970 teve um efeito divisório sobre a Igreja. As igrejas que abraçaram o movimento perderam pessoas que favoreceram um abordagem tradicional e pensativa de fé e culto, enquanto as igrejas que a consideravam com suspeito o Movimento Carismático, perderam pessoas (incluindo muitos jovens e jovens adultos) que experimentaram renovação espiritual pessoal através do atendimento de manifestações evangelísticas e reuniões de revivalistas.
As fileiras de muitas novas igrejas independentes ao redor daquele tempo cresceram pela adesão de ex-presbiterianos.

### Desenvolvimento da Teologia liberal
Em 1967, o diretor do Salão Teológico, Professor Lloyd Geering, foi tentado por acusado na Assembléia Geral depois de questionar publicamente se a crença na ressurreição exigiu a crença na ressurreição física real do homem, Jesus de Nazaré e se os seres humanos têm uma alma imortal.
Ao mesmo tempo que a Assembléia Geral decidiu que a acusação de heresia não havia sido comprovada, firmou resoluções para afirmar e esclarecer as doutrinas fundamentais da fé cristã, incluindo crença na ressurreição física.

### Dissidentes
No final da década de 1940, imigrantes da Holanda que se estabeleceram na Nova Zelândia buscaram a Igreja Presbiteriana da Nova Zelândia, por pertencerem a mesma tradição cristã (Tradição Reformada). Todavia, as diferenças doutrinárias entre os imigrantes holandeses e IPANZ não permitiram a união continuar.
Segundo o comitê, formado por membros das igrejas holandesas, o Ato Declaratório de 1901, que foi o documento base para a união dos sínodos antecessores a denominação, fez uma distinção entre o entendimento tradicional da Bíblia como sendo a Palavra de Deus e uma visão mais nova, a partir da qual a Palavra de Deus está contida na Escritura. Assim sendo, o comitê que representava os imigrantes holandeses optou pela separação da igreja, alegando que a IPANZ permitiu a ordenação de ministros que não acreditavam em um nascimento literal e virgem de Cristo (por exemplo) quando subscreviam a Confissão de Fé de Westminster.
Como resultado, as Igrejas Reformadas da Nova Zelândia foram oficialmente estabelecidas em 1953 em uma reunião (sínodo) em Wellington, onde as igrejas de Auckland, Wellington e Christchurch estavam representadas. Congregações em Bucklands Beach e Auckland deixaram a denominação em massa e se juntaram à nova Igreja e ao longo dos anos, outras congregações foram estabelecidas e a denominação agora compreende cerca de 23 congregações.
Um grupo sob a liderança de George Mackenzie, também se separou da IPANZ na década de 1960 e formou a Igreja Presbiteriana Ortodoxa da Nova Zelândia, alegado a adesão da denominação à Teologia liberal.
Outra denominação presbiteriana no país é a Igreja Presbiteriana da Graça da Nova Zelândia, formada em 2002, pela união de igrejas presbiterianas independentes, das quais estão ex-igrejas da IPANZ.

### Século XXI
A diversidade étnica cresceu após a Segunda Guerra Mundial, com a chegada dos colonos holandeses e demais europeus (que formaram congregações que se uniram a IPANZ) e a partir do final do Século XX e início do Século XXI, novos imigrantes presbiterianos chegaram ao país, tendo origem nas ilhas do Pacífico e na Ásia (sobretudo chineses e coreanos).
A palavra "Aotearoa" tornou-se parte do título da denominação em 1990, afirmando a parceria entre os maoris indígenas e os colonos subsequentes. A partir de 2013 a IPANZ tinha 419 congregações.
A partir do Século XXI a denominação tem investido na revitalização de igrejas, contando com a parceria de missionários estrangeiros. A Agência Presbiteriana de Missões Transculturais, da Igreja Presbiteriana do Brasil, enviou um missionário em 2017 para trabalhar em Otago, juntamente com um núcleo de pastores conservadores da denominação.
A partir de 2013, a denominação tinha cerca de 29 mil membros, em 419 igrejas locais. De acordo com o censo de 2013, 8,5% da população neozelandesa, ou 330.516 adeptos, se declaravam presbiterianos.
A Em 2023, a denominação tinha um total de 18.348 membros, em 259 congregações.

## Doutrina
A IPANZ é uma igreja reformada. Adotou em 2010 sua própria confissão, chamada de Kupu Whakapono, que declara as seguintes doutrinas: Trindade; Diofisismo; Expiação dos pecados pelo sacrifício de Cristo; Segunda vinda de Cristo e a recriação dos céus e da terra na Parousia.
Além disso, a igreja subscreve: a Confissão de Fé de Westminster; Catecismo Maior de Westminster e Breve Catecismo de Westminster e reconhece historicamente: o Credo dos Apóstolos; Credo Niceno; Segunda Confissão Helvética; Confissão de Fé Escocesa; Catecismo de Heidelberg; Declaração de Barmen, e outros documentos específicos da denominação.
Entre os documentos específicos, a denominação subscreve o Ato Declaratório, elaborado como base da união dos sínodos.
Entre as diferenças doutrinárias da IPANZ e outros grupos reformados do país, a igreja pratica a ordenação das mulheres (desde 1955); permitindo aos ministros liberdade de consciência sobre o batismo infantil, ao mesmo tempo em que exige que eles façam o batismo infantil disponível em suas igrejas mediante solicitação.

### Casamento e Homossexualidade
A IPANZ historicamente se opõe a prática de qualquer relação sexual fora do casamento. Além disso, a igreja reconhece o casamento como união entre homem e mulher, de maneira que os candidatos ao ministério só poderiam ser casados ou celibatados, até o ano de 2003. Qualquer pessoa em relação sexual íntimo diferente da monogamia ou casamento heterossexual foi proibido de tornar-se ministro da igreja.
Em 2003, a denominação decidiu permitir ministros em relações sexuais além do casamento, o que permitiria que homossexuais não celibatados fossem ordenados. Todavia, no ano de 2004, essa decisão foi revogada.
Posteriormente, na reunião da Assembléia Geral da Igreja, em 29 de setembro de 2006, a denominação confirmou a proibição de ordenação de ministros em relações sexuais fora do que é reconhecido como casamento pela igreja, confirmado por 230 votos a 124 (maioria de 65%).
Assim sendo, foi proibida a ordenação de pessoas em relações de facto ou homossexuais como ministros da igreja. Ainda assim, a decisão não se aplica às pessoas ordenadas antes de 2004.
No entanto, alguns clérigos liberais se opuseram a esta política. Em particular, a Igreja de St. Andrew no Terrace em Wellington anunciou que apoia o casamento do mesmo sexo. A igreja de St. Andrew vem abençoando as uniões civis do mesmo sexo desde 2005.
Em 2014, quando o casamento do mesmo sexo tornou-se legal na Nova Zelândia, a Igreja de St. Andrew também começou a realizar cerimônias de casamento gay. Outras congregações também escolheram apoiar o casamento do mesmo gênero, embora isso se oponha as decisões da denominação.

## Relações ecumênicas
A IPANZ é membro do Conselho Mundial de Igrejas e da Comunhão Mundial das Igrejas Reformadas.